# Irreville
Irreville – miejscowość i gmina we Francji, w regionie Normandia, w departamencie Eure.
Według danych na rok 1990 gminę zamieszkiwało 276 osób, a gęstość zaludnienia wynosiła 49 osób/km² (wśród 1421 gmin Górnej Normandii Irreville plasuje się na 634 miejscu pod względem liczby ludności, natomiast pod względem powierzchni na miejscu 639).